# Харитонова, Арина Александровна
Ари́на Алекса́ндровна Харито́нова (14 ноября 2003, Ижевск) — российская дартсменка. Двукратная чемпионка России, победитель первенства Европы среди юниоров. Мастер спорта России.

## Биография
Начала заниматься дартсом в родном Ижевске. Первый тренер — Марина Фадеева (Кононова), многократная чемпионка России.
В июне 2017 года выиграла первенство Европы по электронному дартсу в итальянском Каорле. Спустя полгода стала обладательницей взрослого Кубка России, обыграв в финале Екатерину Черкасову.
В 15 лет стала двукратной чемпионкой России. В апреле 2018 года выиграла турнир в личном разряде, обыграв в финале своего учителя Кононову. В том же году выиграла чемпионат России в составе сборной Удмуртии. 

## Вне спорта
После окончания школы переехала в Москву. Учится в Московском государственном педагогическом университете (Институт физической культуры, спорта и здоровья), входит в студенческую команду по дартсу. 

## Достижения

### Личные
- Чемпионка России (2018)
- Обладатель Кубка России (2017)
- Чемпионка Европы среди юниоров (2017, электронный дартс)

### Американский крикет
- Вице-чемпионка Европы среди юниоров (2017, электронный дартс)

### Парные
- Бронзовый призёр чемпионата Европы среди юниоров (2017, электронный дартс)
- Бронзовый призёр чемпионата России (2018)[6]

### Командные
- Чемпионка России (2018)
- Бронзовый призёр чемпионата России (2022)[7]